# Лонгуш-Валеш
Лонгуш-Валеш (порт. Longos Vales)  —  район (фрегезія) в Португалії,  входить в округ Віана-ду-Каштелу. Є складовою частиною муніципалітету  Монсан. За старим адміністративним устроєм входив у провінцію Мінью. Входить в економіко-статистичний  субрегіон Мінью-Ліма, який входить в Північний регіон. Населення складає 1101 чоловік на 2001 рік. Займає площу 12,04 км².
| Португалія | Це незавершена стаття з географії Португалії. Ви можете допомогти проєкту, виправивши або дописавши її. |